# Alianza opositora
En la política costarricense, se suele denominar como «Alianza Opositora» a aquellas ocasiones en que se forma una coalición parlamentaria de partidos de oposición en la Asamblea Legislativa de Costa Rica para obtener el directorio legislativo. Estas alianzas suelen ser breves debido a las frecuentes contradicciones ideológicas de los partidos que las conforman y el tradicional fraccionamiento político del Parlamento costarricense. De lograrse con éxito la obtención del directorio por parte de la Oposición esto suele conocerse como Mayo Negro.

## Alianza por Costa Rica
Alianza por Costa Rica es el nombre dado a una coalición legislativa de partidos políticos de Oposición que existió en la Asamblea Legislativa de Costa Rica en el período 2010-2014. Su protagonismo principal fue como alianza de cara a la elección del Directorio Legislativo del 1 de mayo del 2011 donde se pretendía elegir un directorio conformado por todas las fracciones integrantes y encabezado en la presidencia por el Partido Acción Ciudadana, siendo la bancada mayor de Oposición. En aquel momento ACR contó con unos 31 diputados, frente a 24 del partido oficialista Liberación Nacional y 2 diputados de partidos cristianos aliados al oficialismo.[cita requerida]
Los partidos integrantes de la Alianza en aquel momento fueron: Partido Acción Ciudadana (centro-izquierda), Movimiento Libertario (liberal), Partido Unidad Social Cristiana (demócrata cristiano), Partido Accesibilidad Sin Exclusión (conservador) y Partido Frente Amplio (izquierda).[cita requerida]
Durante la elección del 1 de mayo de 2011 surgió una crisis constitucional, los opositores acusan al oficialismo de realizar un mecanismo inadecuado de elección y rompe quórum, el oficialismo continuó con la elección reeligiendo al presidente del Congreso, aun cuando este posteriormente renunciara para una nueva elección, sin acuerdo inmediato sobre los términos.
Fabio Molina, diputado oficialista, acusó a la Alianza por Costa Rica de ser "una alianza de partidos radicales de extrema derecha y extrema izquierda que buscan generar caos en el país". Por el contrario, otros aseguran que la Alianza es una muestra de civismo democrático al dejar de lado las diferencias ideológicas por una agenda democrática común. Sobre esto dijo el presidente del Movimiento Libertario Otto Guevara Guth:[cita requerida]

Nunca antes en la historia de nuestro país cinco partidos políticos con planteamientos ideológicos diferentes, todos muy comprometidos con Costa Rica; partidos políticos responsables que participamos en política para ver de qué manera, a través de nuestros planteamientos, resolvemos problemas que afectan la calidad de vida de todos los costarricenses, nos ponemos de acuerdo para hacer una transformación del primer poder de la república y hacer cosas.

El 2 de mayo de 2011 se realizó la elección del Directorio. La fracción liberacionista declinó presentar cualquier candidatura y la propuesta de ACR fue elegida.
La Alianza comenzó a flaquear en principio por la polémica candidatura a la presidencia del diputado libertario Danilo Cubero, quien fue objetado por el líder histórico del PAC, Ottón Solís, quien también había aducido a título personal que toda alianza debía excluir a Otto Guevara y Rafael Ángel Calderón, líderes de los partidos Movimiento Libertario y Unidad Social Cristiana respectivamente en caso de volverse electoral. Estas declaraciones, sin embargo, fueron hechas contrariando el acuerdo tomado de apoyo a la Alianza por la Comisión Política del Partido Acción Ciudadana donde no se mencionaba que alguna figura de otro partido fuera a ser vetada.[cita requerida] Cubero retira su candidatura en pos de otra compañera de partido tras descubrirse que es aficionado activo y asistente frecuente de las peleas de gallos, actividad que es ilegal en Costa Rica desde 1929 y perseguida por las autoridades de la Secretaría Nacional de Salud Animal (la institución estatal que vela por la protección y salud de los animales y el cumplimiento de las leyes a su favor) que destruye con frecuencia galleras, además de muy mal vista por la opinión pública que, en general, la considera una forma de crueldad hacia los animales.
Aun así, para el 1 de mayo de 2012 la Alianza perdió la adhesión del Partido Accesibilidad Sin Exclusión el cual se alió con el oficialista Partido Liberación Nacional reduciendo así la cantidad de votos necesarios de la Alianza para ganar en la elección del directorio. En la sesión de elección subsecuente se elige un directorio de partidos aliados al oficialismo. Tras esto Otto Guevara asegura que a partir de ese momento el Movimiento Libertario tendrá que negociar con el gobierno en los proyectos en que coincidan que él y con la alianza en los que coincidan con ésta. El 5 de junio se anuncia que la fracción del PUSC deja formalmente la Alianza y firma un acuerdo con el gobierno, medida muy criticado y condenada por el comité ejecutivo de su partido y las bases socialcristianas. Luego, cinco diputados del PAC también se salen formalmente de la Alianza dándose esta por quedar, virtualmente, terminada.[cita requerida]

## Alianza Opositora Nacional
La Alianza Opositora Nacional fue conformada en el período legislativo 2014-2018 por todos los partidos políticos de oposición, con excepción del Frente Amplio y la diputada independiente Carmen Quesada, al gobierno de Luis Guillermo Solís del Partido Acción Ciudadana. Dicha alianza se gestó de cara a la elección del directorio en el 2015, segundo año de gobierno de Solís, tras romperse la alianza que se había logrado entre el oficialista PAC, el FA y el PUSC que en 2014 logró posicionar a Henry Mora como presidente legislativo. Para la elección de directorio legislativo del 1 de mayo de 2015 todos los partidos a la derecha del gobierno crearon una papeleta de consenso que conjuntamente representaba más que suficientes votos para elegir directorio, nombrando al socialcristiano Rafael Ortiz en el cargo. La alianza se mantuvo unida para la elección de 2016 nombrando en el puesto al liberacionista Antonio Álvarez Desanti. Esta fue la primera ocasión en la historia en que los partidos Liberación Nacional y Unidad Social Cristiana se unían para una elección de Directorio legislativo, habiendo sido por décadas históricos rivales. 
A pesar de la alianza para fines de Directorio, sus integrantes admiten diferencias notorias en diversos temas dadas las variadas ideologías de los partidos que la conforman, así por ejemplo el socialdemócrata PLN tiene una posición distinta respecto a política fiscal y reducción del Estado que el PUSC y otros miembros más conservadores de la alianza, similarmente el PLN es más socio-liberal en temas de Derechos Humanos (reconocimiento de parejas del mismo sexo, derechos sexuales y reproductivos, píldora del día después, etc.) respecto a los diputados evangélicos de los partidos cristianos. Las principales tensiones dentro de la Alianza se dieron a raíz del apoyo que dio el PLN a la reforma fiscal conjuntamente con el PAC y el FA impulsando su voto por vía rápida lo que generó la acusación de traición por parte del PUSC, aunque tres diputados del PUSC apoyaron esta medida. La Alianza se debilitó de cara a la elección del 1 de mayo de 2017 en especial por el apoyo de la facción afín a Rodolfo Piza (5 diputados) dentro de la bancada socialcristiana de apoyar al diputado oficialista Ottón Solís junto a la mayor parte del Frente Amplio para presidente legislativo. Al resultar empate en las sucesivas votaciones tres diputados del PUSC más cinco disidentes del Frente Amplio y la diputada independiente Quesada votaron de facto por el candidato respaldado por la Alianza (entonces conformada por el Partido Liberación Nacional, Movimiento Libertario y los evangélicos) el pastor Gonzalo Ramírez, causando no poca polémica dentro del Frente Amplio incluyendo la renuncia de la recién electa jefa de fracción del mismo Surray Carillo.